# Alcantarilla
Alcantarilla ist eine Gemeinde in der autonomen Region Murcia in Spanien. Sie liegt 7 km östlich von Murcia. Die Autovía A-7 und die Autovía A-30 verlaufen ganz in der Nähe.
2024 hatte die Gemeinde 43.547 Einwohner auf einer Fläche von 16,24 km².

## Politik
| Partei | 2015      | 2015  | 2011      | 2011  |
| Partei | Stimmen % | Sitze | Stimmen % | Sitze |
| PP     | *         | *     | 46,85 %   | 11    |
| PSOE   | *         | *     | 26,17 %   | 6     |
| CDl    | *         | *     | 13,25 %   | 3     |
| IU     | *         | *     | 5,87 %    | 1     |

Quelle: Spanisches Innenministerium

### Bürgermeister
| Amtszeit  | Bürgermeister                 | Partei |
| --------- | ----------------------------- | ------ |
| 1979–1987 | Francisco Zapata Conesa       | PSOE   |
| 1987–1995 | Pedro Manuel Toledo Valero    | PSOE   |
| 1995–2015 | Lázaro Mellado Sanchéz        | PP     |
| 2015–2019 | Joaquín Ricardo Buendía Gómez | PP     |

## Bevölkerungsentwicklung der Gemeinde
Quelle: INE-Archiv – grafische Aufarbeitung für Wikipedia

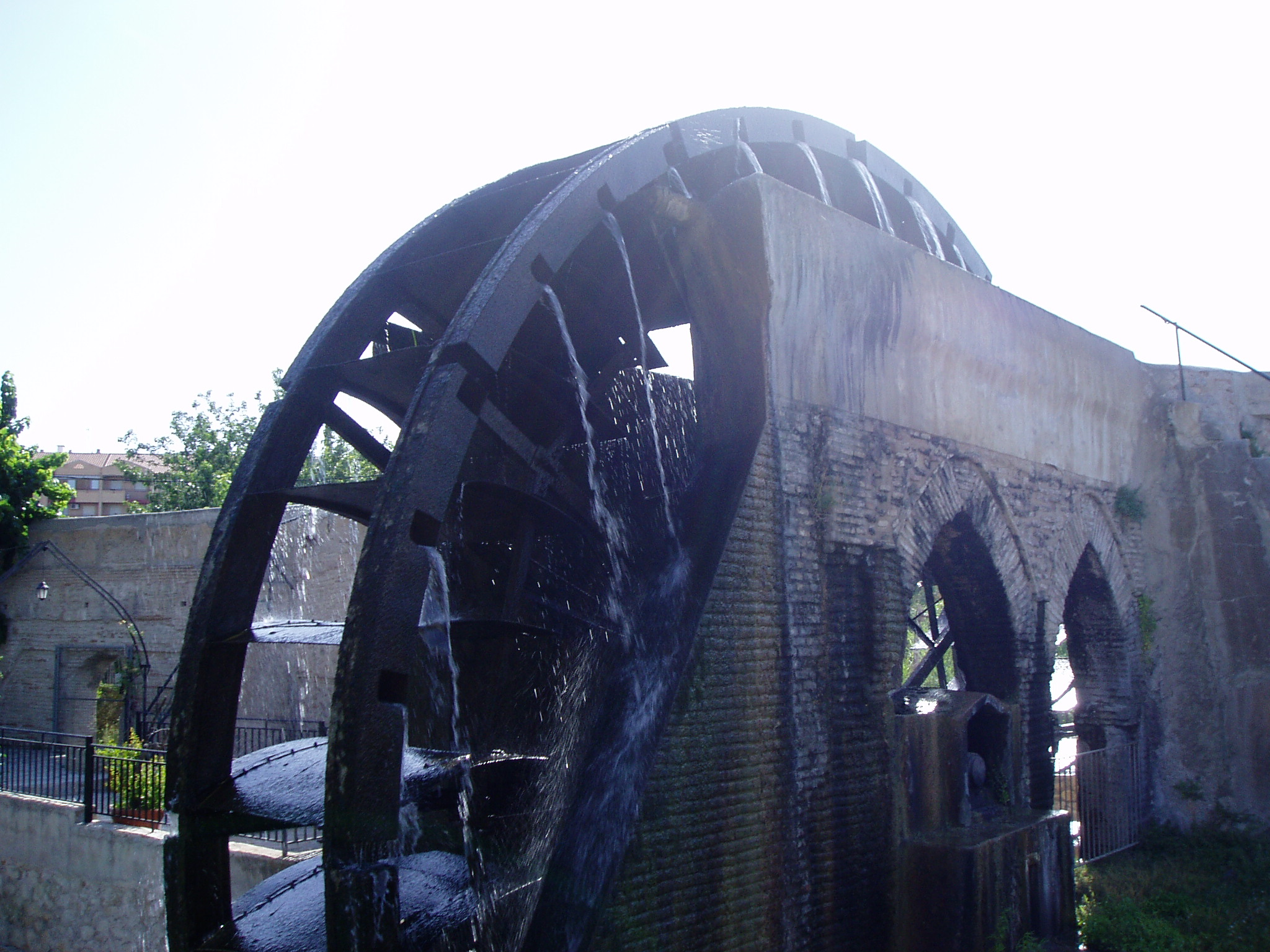
Wasserschöpfrad

## Sehenswürdigkeiten
Bekannt ist das Wasserrad Rueda de Alcantarilla, das als Bien de Interés Cultural deklariert ist. In der Nähe befinden sich auch das Museo Etnológico de Alcantarilla und eine öffentliche Stadtbibliothek.

## Militärflugplatz

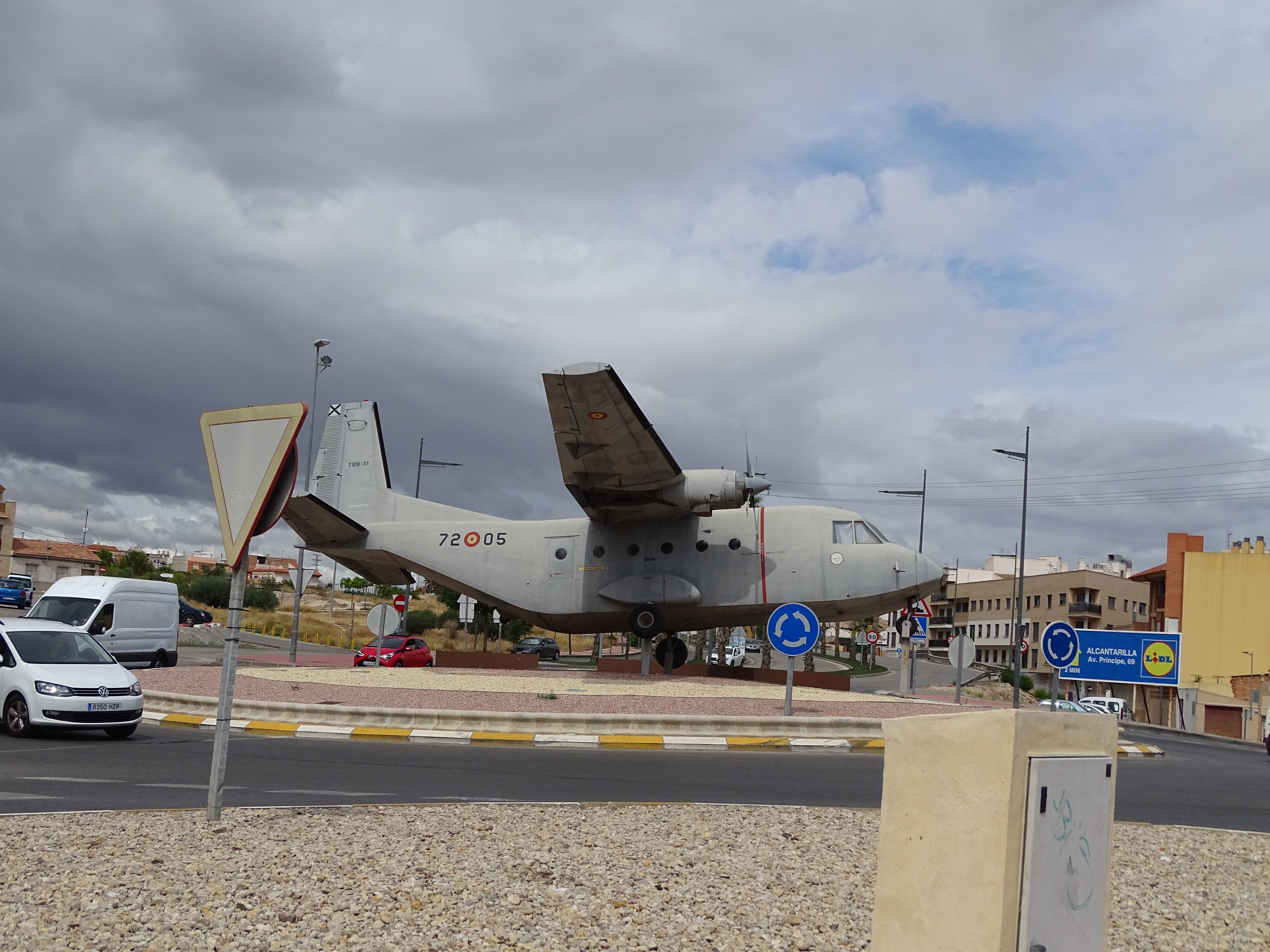
CASA C-212 als Militärflugzeug in einem Kreisverkehr

Im Ortsteil Sangonera la Seca befindet sich ein kleinerer Militärflugplatz der spanischen Luftstreitkräfte (Ejército del Aire), die Base Aérea de Alcantarilla. Neben einigen nichtfliegenden Einheiten liegt hier als einziger fliegender Verband die mit CASA C-212 ausgerüstete Escuadrón 721.

## Söhne und Töchter der Gemeinde
- Juan Sornichero (1941–2014), Fußballspieler
- Antonio Jesús Soto (* 1994), Radrennfahrer